# Koliber czarnodzioby
Koliber czarnodzioby (Trochilus scitulus) – gatunek małego ptaka z rodziny kolibrowatych (Trochilidae). Występuje endemicznie we wschodniej Jamajce.
MorfologiaDługość ciała: samce (wraz z wydłużonymi sterówkami) 21,1–25,0 cm, samice 9,6–10,8 cm. Masa ciała: samce średnio 5,3 g, samice średnio 4,3 g.
Istnieją jedynie drobne różnice w wyglądzie i głosie w porównaniu z kolibrem czarnogłowym (T. polytmus), za którego podgatunek był kiedyś uznawany. Rozpoznawany po jego czarnym dziobie, który osiąga długość 20–24 mm (koliber czarnogłowy ma dziób czerwony z czarną końcówką). W ubarwieniu kolibra czarnodziobego dominują: brązowo-czarny na głowie i szyi, wydłużone czarne pióra na uchu, opalizujący ciemnozielony na tyle i przodzie, oraz ciemnoniebieski na ogonie.
EkologiaŻywi się nektarem i owadami w wilgotnych lasach, na plantacjach bananów i w ogrodach. Czasami żywi się także kwiatem po przebiciu korony przez cukrzyka.
StatusMiędzynarodowa Unia Ochrony Przyrody (IUCN) uznaje kolibra czarnodziobego za gatunek najmniejszej troski (LC – Least Concern). Wielkość populacji nie została określona liczbowo, ale gatunek ten uznawany jest za pospolity. Trend liczebności także nie jest znany.